# Dwór majątku Skruda w Halinowie
Dwór majątku Skruda – dwór znajdujący się w mieście Halinów, na dawnym folwarku Skruda, w powiecie mińskim, w województwie mazowieckim.
Obiekt jest częścią zespołu dworsko-parkowego. Budowla jest dwukondygnacyjna, reprezentuje styl szwajcarski i została zbudowana na przełomie XIX/XX wieku. Posiadłość razem z budynkami gospodarczymi otoczona była parkiem, w którym znajdował się staw i altana. W 1933 roku właścicielem folwarku Skruda został ksiądz prałat Zygmunt Kaczyński, który tuż przed wybuchem II wojny światowej sprzedał resztę majątku. Ostatnim właścicielem majątku Skruda był lekarz pan Łytkowski, na co dzień mieszkający w Warszawie. Zarządcą jego dóbr był pan Kuźma. Dwór i majątek należał do państwa Łytkowskich do zakończenia II wojny światowej. Po zakończeniu wojny w 1944 roku dwór został przeznaczony na cele oświatowe – został siedzibą szkoły podstawowej, z kolei majątek ziemski został rozparcelowany między okolicznych chłopów. W końcu lat 80. XX wieku została podjęta decyzja o budowie nowej szkoły. Ukończono ją w 1995 roku, natomiast dawny dwór został przeznaczony na siedzibę Gminnego Centrum Kultury.